# 戈韋達雷峰

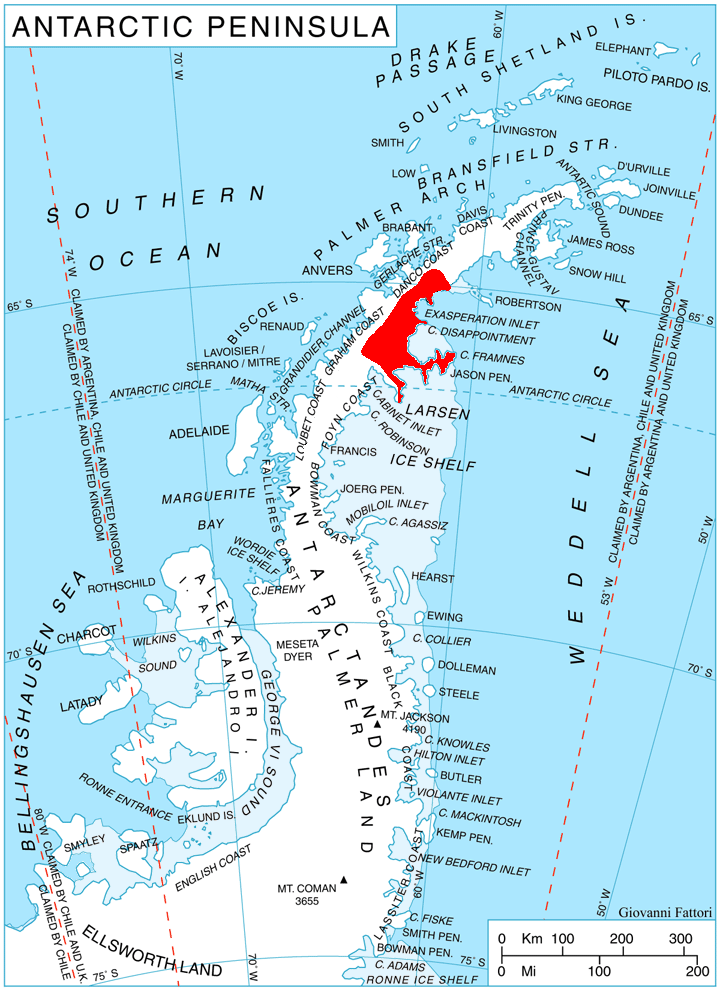

戈韋達雷峰（英語：Govedare Peak）是南極洲的山峰，位於葛拉漢地東部的奧斯卡二世海岸，屬於扎格列歐斯嶺的一部分，海拔高度850米，以保加利亞南部鄉鎮命名，現時由南極條約體系管理。